# Cabo Raso
O Cabo Raso faz parte da costa ocidental marítima portuguesa e situa-se na freguesia e no Município de Cascais, no Distrito de Lisboa. Em pleno cabo situa-se o Farol do Cabo Raso e o Forte de São Brás de Sanxete. Está relativamente perto da vila de Cascais, no extremo sudoeste da Costa do Estoril, e poucos quilómetros a sul do Cabo da Roca.

## Ligações externas

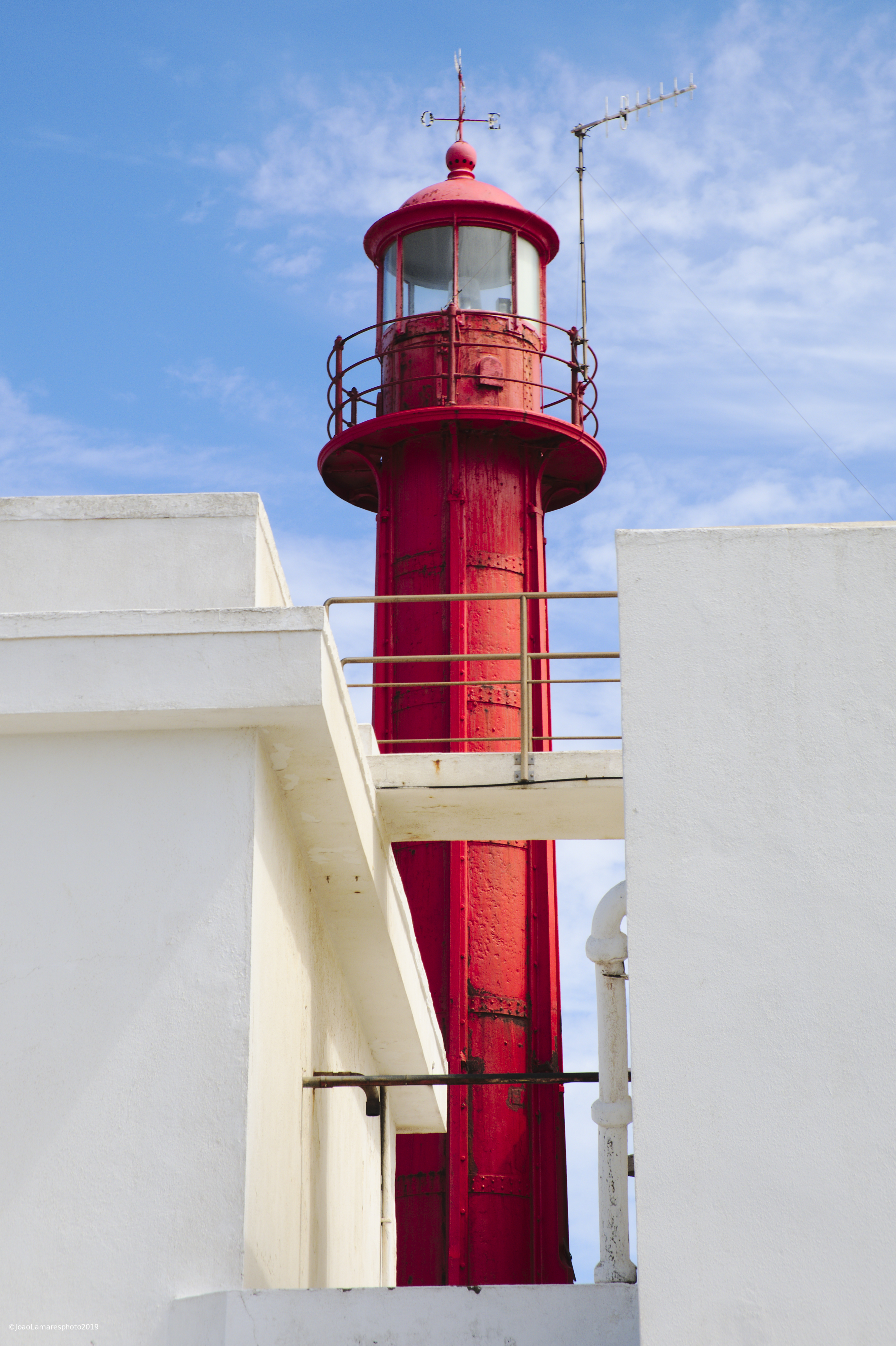
Farol do Cabo Raso

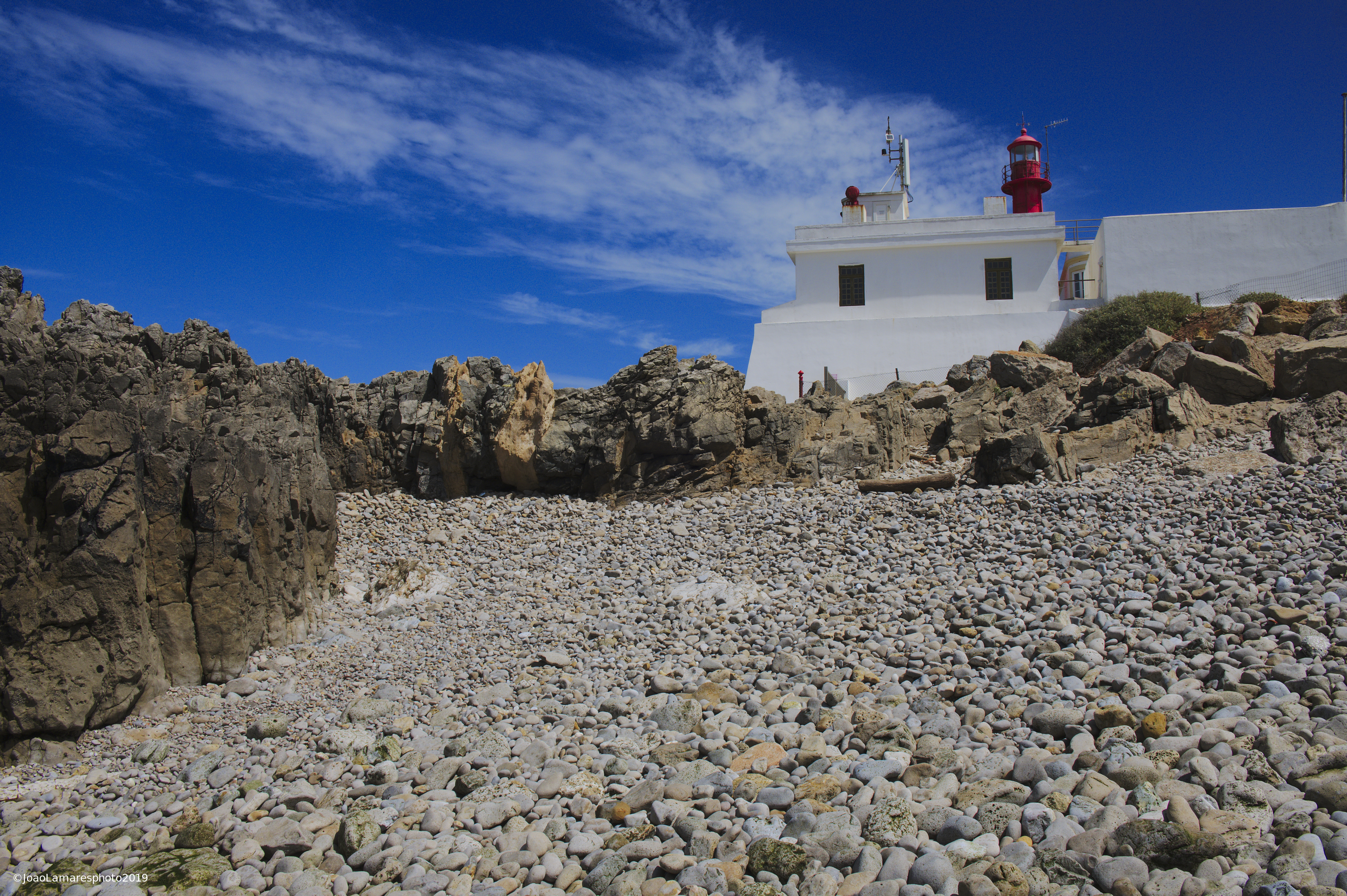
Farol de Cabo Raso